# Нахед Шериф
На́хед Ше́риф, настоящее имя — Са́миха За́ки Ал Ниа́л (1 января 1942, Александрия, Египет — 7 апреля 1981, Каир, Египет) — египетская актриса.

## Биография
Самиха Заки Ал Ниал (настоящее имя Нахед Шериф) родилась 1 января 1942 года в Александрии (Египет), но позже она переехала в Каир.
Взяв псевдоним Нахед Шериф, она начала сниматься в кино в 1958 и прославилась с фильмами конца 1960-х—начала 1970-х годов. В 1981 году, сыграв более чем в 60-ти фильмах, она умерла.
В 1962 году Нахед вышла замуж за режиссёра Хуссейна Хелм Эл-Мохандесса, но позже они развелись.
После развода с Хуссейном Нахед вышла замуж за актёра Камал эл-Шеннави (1921—2011), но позже они развелись.
После развода с Камалом Нахед вышла замуж в третий раз за художника Эдуарда Джереджиана, который позже остался вдовцом. В этом браке Шериф родила своего единственного ребёнка — дочь Лену Джераджиан.
В конце 1970-х годов Нахед была диагностирован[уточнить] рак молочной железы. Нахед Шериф скончалась от этой болезни 7 апреля 1981 года в Каире (Египет) в 39-летнем возрасте.